# (5641) Макклиз
(5641) Макклиз (лат. McCleese) — медленно вращающийся астероид, относящийся к группе астероидов пересекающих орбиту Марса и принадлежащий к спектральному классу A. Он был открыт 27 февраля 1990 года американским астрономом Элеанор Хелин в Паломарской обсерватории и назван в честь американского планетарного исследователя Даниеля Дж. Макклиза (англ. Daniel J. McCleese).

Орбита астероида Макклиз и его положение в Солнечной системе